# 元斌 (高阳县公)
元斌（6世紀？—553年），字善集，河南郡洛阳县（今河南省洛阳市东）人，魏献文帝拓跋弘曾孙，通直散骑常侍、镇东将军、太常卿、高阳文孝王元泰之子，北魏宗室、官员。

## 生平
元斌的祖父元雍和父亲元泰都在河阴之变中遇害，因此少年时期就承袭了祖父元雍的爵位高阳王，东魏武定年间历任侍中、尚书左仆射。武定五年五月甲辰（547年6月11日），元斌出任尚书右仆射。武定五年六月乙酉（547年7月22日），魏孝静帝元善见在东堂为高欢办丧事高声号哭，诏令尚书右仆射、高阳王元斌兼任大鸿胪卿，前往晋阳监护丧事；太尉、襄城王元旭兼任尚书令，奉诏令前往慰问。元斌仪表容貌美丽，个性宽厚谦和，出任官职时稳重谨慎，很为高澄所喜爱赞赏。北齐天保初年，元斌的爵位依例降低为高阳县公，授任右光禄大夫。天保四年（553年），元斌跟随齐文宣帝高洋征讨契丹返回，到白狼河后，因为犯罪被赐死。

## 家庭

### 兄弟姐妹
- 拓跋善，北周使持节、骠骑大将军、开府仪同三司、给事黄门侍郎、左卫将军、义安章公
- 元静仪，东海公主
- 元玉仪，琅邪公主

### 子女
- 元子亮，元斌第二子，过继给元斌的叔父元诞[11]
- 元氏，嫁北齐赵郡王府参军、济州骑兵参军、济州东阿县县令李旷[12]

## 延伸阅读
[在维基数据编辑]
 《北齊書·卷28》，出自李百药《北齊書》